# Советское искусствознание
«Советское искусствознание» — научный альманах, издававшийся в Москве с 1974 по 1991 год комиссией по критике и искусствознанию Союза художников СССР. Со второй половины 1980-х альманах издавался советской национальной секцией Международной ассоциации художественных критиков (AICA) при Союзе художников СССР.

## Основные тематические разделы
- Проблемы современного искусства
- Из истории мирового искусства
- Из истории русского и советского искусства
- Вопросы методологии
- Вопросы теории архитектуры
- Художник и зритель
- Проблемы художественной культуры
- Публикации
- Из творческого наследия
- Из истории искусствознания
- Зарубежное искусствознание[2]
- Библиография (рецензии и рефераты)
- Хроника (отчёты о конференциях, симпозиумах, научных чтениях, семинарах)

## Авторы альманахов
Среди авторов «Советского искусствознания»:
- преподаватели кафедр истории искусств МГУ, ЛГУ,  Института имени И. Е. Репина, МАрхИ и других вузов — К. М. Азадовский, И. А. Азизян, М. М. Алленов, Л. А. Бажанов, Б. М. Бернштейн, А. Г. Верещагина, В. Н. Гращенков, В. Д. Дажина, С. М. Даниэль, М. Ю. Евсевьев, Ю. К. Золотов, Т. В. Ильина, Г. С. Колпакова, А. М. Копировский, В. Н. Лазарев, В. А. Леняшин, О. С. Попова, С. А. Прохоров, А. Л. Расторгуев, Д. В. Сарабьянов, П. К. Суздалев, В. С. Турчин

научные сотрудники: 
- ВНИИ искусствознания Министерства культуры — С. П. Батракова, Н. Е. Григорович, Н. А. Дмитриева, Е. И. Кириченко, А. А. Ковалёв, О. В. Костина, М.Я.Либман, Е. М. Матусовская, А. В. Михайлов, И. Ф. Муриан, А. Н. Немилов, Г. Г. Поспелов, В. Н. Прокофьев, Е. И. Ротенберг, Г.Ю.Стернин, Л. И. Тананаева, А. Д. Чегодаев, Н. В. Яворская, А. К. Якимович
- НИИ теории и истории изобразительных искусств Академии художеств — В. В. Ванслов, Т. П. Каптерева, Ю. П. Маркин, М. А. Некрасова, Н. С. Николаева, М. Н. Соколов, А. В. Толстой, В. П. Толстой
- ЦНИИ теории и истории архитектуры — В. Л. Глазычев, А. В. Иконников, В. Ф. Маркузон, М. В. Нащокина, А. Г. Раппапорт, С. О. Хан-Магомедов
- ГМИИ им. А. С. Пушкина, Эрмитажа, Русского музея, Третьяковской галереи и других музеев — Н. Л. Адаскина, М. А. Бессонова, Я. В. Брук, Г. В. Вдовин, И. Е. Данилова, Т. И. Емельянова, И. Н. Карасик, П. А. Куценков, И. В. Лебедева, Е. С. Левитин, В. Э. Маркова, В. А. Мизиано, Г. А. Недошивин, Н. Н. Никулин, Ю. А. Русаков, О. Н. Шихирева, Л. А. Щенникова
- члены секций критики и искусствознания отделений Союза Художников Москвы и Ленинграда — Ю. Я. Герчук, А. А. Каменский, А. М. Кантор, В. И. Костин, А. И. Морозов, Л. В. Мочалов, Е. Б. Мурина, Б. Д. Сурис, М. Н. Яблонская
- представители других учреждений науки и культуры — А. А. Аникст, В. А. Афанасьев, Л. М. Баткин, Г. К. Вагнер, Д. Б. Дондурей, В.М.Зименко, Е. А. Зингер, М. С. Каган, А. П. Каждан, Н. В. Кислова, В. П. Лапшин, Б. Б. Лобановский, В. Б. Мириманов, Ю. А. Молок, Ю. М. Овсянников, В. М. Полевой, Л. И. Ремпель, Н. С. Степанян, Л. А. Тома, М. Б. Ямпольский, В. Л. Янин
- В разделе «Зарубежное искусствознание» впервые на русском языке были опубликованы работы видных иностранных историков искусства: Э. Панофского «История искусств как гуманистическая дисциплина» (СИ-23), М. Шапиро «Стиль» (СИ-24), Э. Гомбриха «О задачах и границах иконологии» (СИ-25).

 «Для меня это… был главный журнал по истории и теории искусства. Да, были другие замечательные журналы, «Декоративное искусство», например, где в 1970—1980-е печаталось что-то важное и интересное, но «Советское искусствознание» было самым серьёзным журналом, где мы все читали статьи Гращенкова, Алленова, Раппапорта и так далее. Многие искусствоведы старшего поколения мне говорили, что публикация там была для них фактом научного признания — высшей аттестационной комиссией»— Николай Молок (гл. редактор журнала «Искусствознание»).

## Редакционная коллегия
Редакционную коллегию все годы издания альманаха возглавлял В. М. Полевой.
Членами редколлегии в разные годы были: О. В. Буткевич, В.М.Зименко, М.Я.Либман, Д.В.Сарабьянов, Г.Ю.Стернин

## Выпуски альманаха

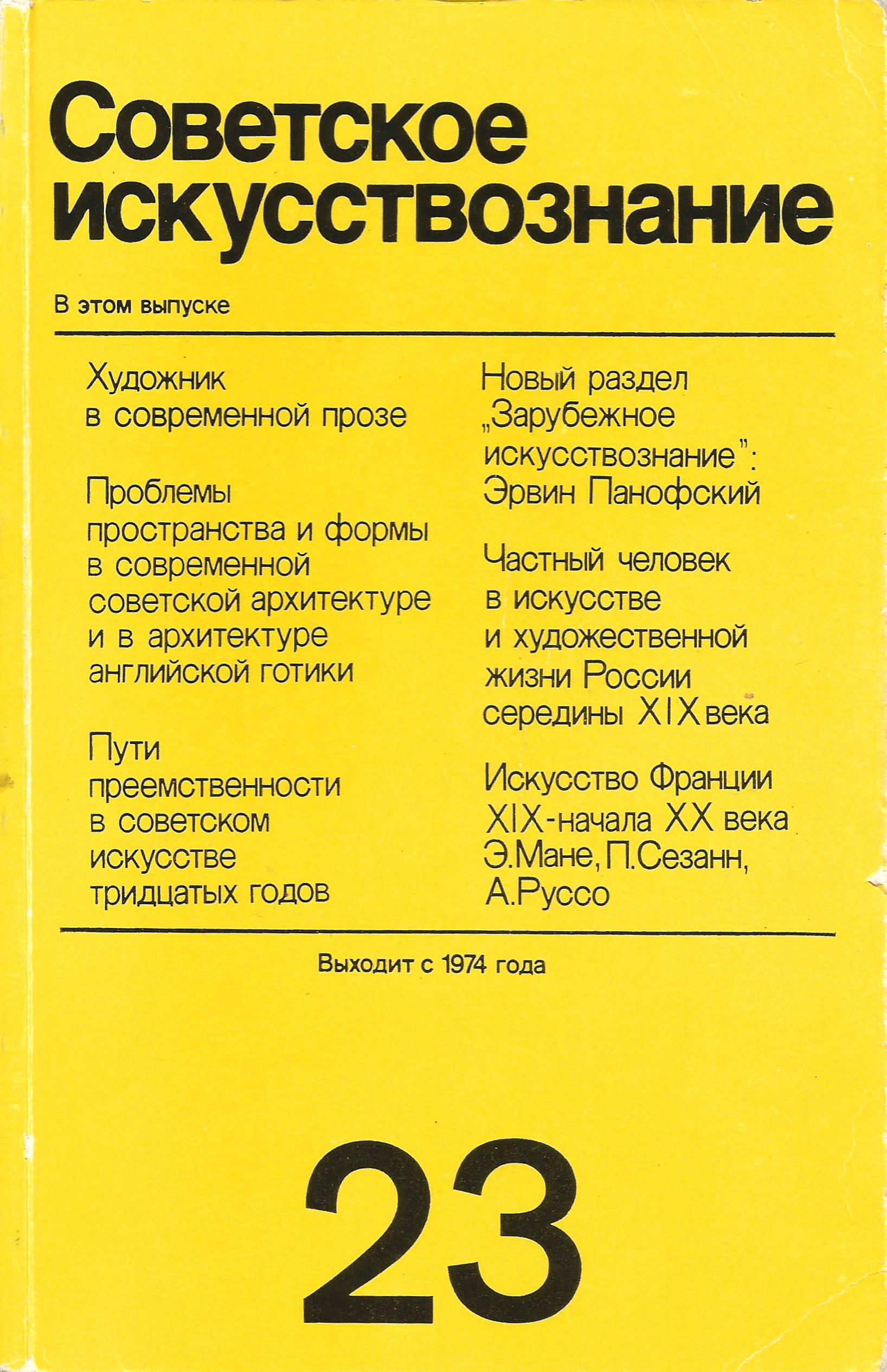
Обложка 23 выпуска альманаха (1988)

1. Советское искусствознание `73. — М., 1974. — 432 с.
2. Советское искусствознание `74. — М., 1975. — 484 с.
3. Советское искусствознание `75. — М., 1976. — 438 с.[4]
4. Советское искусствознание `76 (1). — М., 1977. — 464 с.
5. Советское искусствознание `76 (2). — М., 1977. — 408 c.
6. Советское искусствознание `77 (1). — М., 1978. — 414 с.
7. Советское искусствознание `77 (2). — М., 1978. — 422 с.
8. Советское искусствознание `78 (1). — М., 1979. — 472 с.[5]
9. Советское искусствознание `78 (2). — М., 1979. — 400 с.
10. Советское искусствознание `79 (1). — М., 1980. — 432 с.
11. Советское искусствознание `79 (2). — М., 1980. — 472 с.
12. Советское искусствознание `80 (1). — М., 1981. — 374 с.
13. Советское искусствознание `80 (2). — М., 1981. — 416 с.
14. Советское искусствознание `81 (1). — М., 1982. — 392 с.
15. Советское искусствознание `81 (2). — М., 1982. — 392 с.
16. Советское искусствознание `82 (1). — М., 1983. — 432 с.
17. Советское искусствознание `82 (2). — М., 1984. — 408 с.
18. Советское искусствознание `83 (1). — М., 1984. — 384 с.
19. Советское искусствознание. Вып. 19/83 (2). — М., 1985. — 416 с.
20. Советское искусствознание. Вып. 20. — М., 1986. — 606 с.
21. Советское искусствознание. Вып. 21. — М., 1986. — 470 с.
22. Советское искусствознание. Вып. 22. — М., 1987. — 494 с.
23. Советское искусствознание. Вып. 23. — М., 1988. — 454 с.
24. Советское искусствознание. Вып. 24. — М., 1988. — 480 с.
25. Советское искусствознание. Вып. 25. — М., 1989. — 448 c.
26. Советское искусствознание. Вып. 26. — М., 1990. — 512 с.
27. Советское искусствознание. Вып. 27. — М., 1991. — 540 с.

## Постсоветские версии альманаха
С ноября 1993 года Международной ассоциацией искусствоведов и издательством «Галарт» при финансовой поддержке НПО «Квазар» выпускался журнал «Вопросы искусствознания» (с периодичностью 4 выпуска в год), в редколлегию которого вошли авторы «Советского искусствознания» — к.иск. Н. Л. Адаскина, Ю. Я. Герчук, действ. член РАХ А. И. Морозов, д.иск. Г. Г. Поспелов, акад. Д. В. Сарабьянов, член-корр. РАН Г. Ю. Стернин, действ. член РАХ В. С. Турчин, действ. член РАХ А. К. Якимович. Главный редактор В. Т. Шевелёва. Журнал выпускался по 1997 год.
С 1998 года Государственный институт искусствознания при финансовой поддержке Министерства культуры РФ выпускает журнал «Искусствознание» (с периодичностью четыре номера в год в двух выпусках).